# Карнавал Оруро
Карнавал Оруро (ісп. Carnaval de Oruro) — найбільша щорічна культурна подія Болівії. Цей карнавал був проголошений ЮНЕСКО одним з шедеврів усної та нематеріальної спадщини людства в 2001 році.

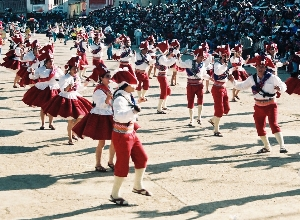
Танці льямеральда на карнавалі

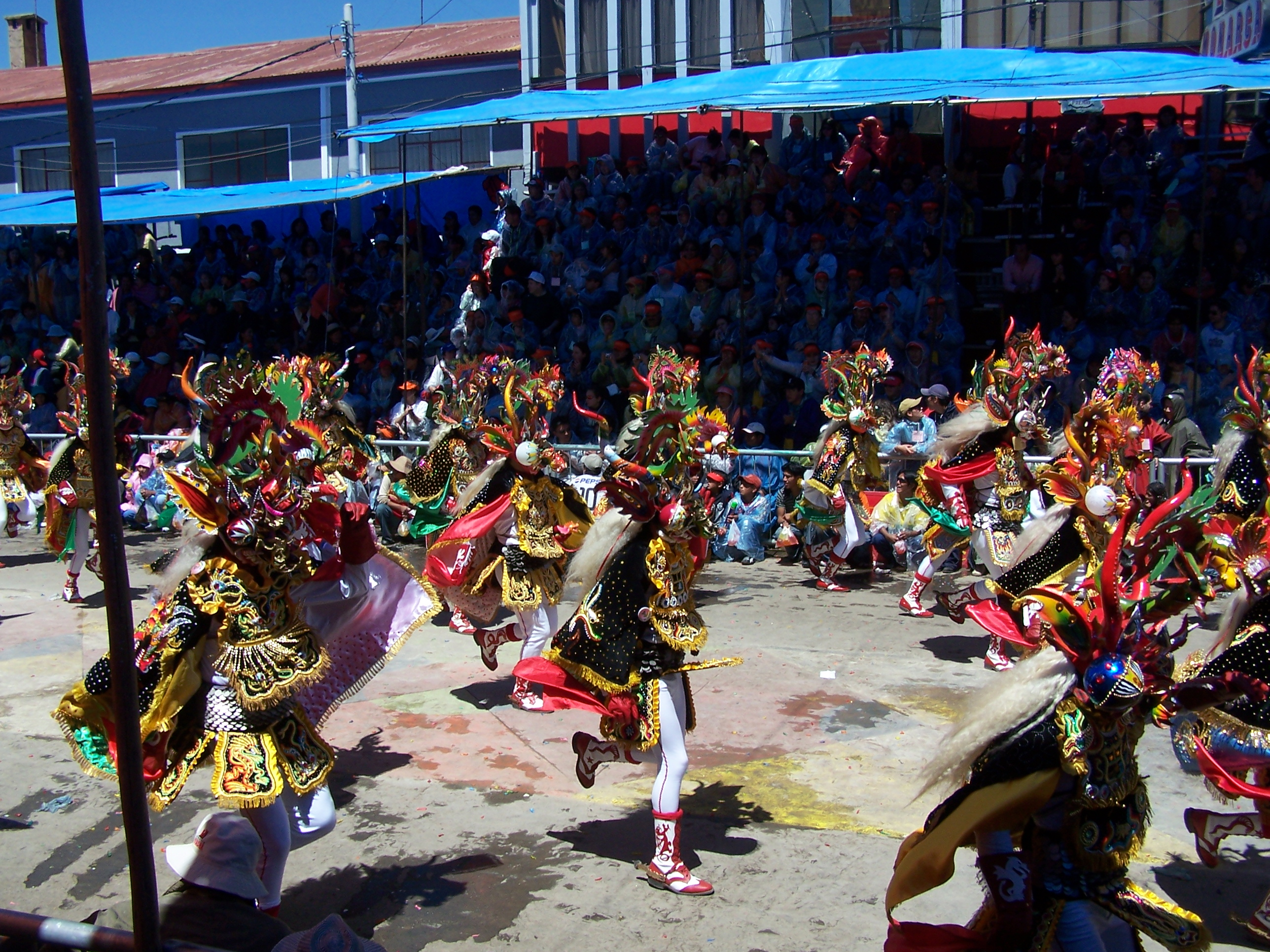
Карнавал Оруро в 2007 році

Святкування карнавалу приводиться в Оруро, культурній столиці Болівії, цей карнавал відзначає свято Іто (Ito) народу уру. Ця церемонія була традиційної в доколумбову епоху та присвячувалася Пачамамі, богині-матері, що пізніше під впливом католицтва та внаслідок синкретизму між релігіями перетворилася в символ діви Марії, та Тіо Супай, богу Гір, якого ототожнили з дияволом. Церемонія Іто була припинена в 17 столітті іспанціями, які владарювали в цьому районі на той час. Проте, уру продовжували проводити фестиваль на свято Стрітення, в п'ятий тиждень лютого. Християнські ікони використовувалися як символи андійських божеств, а християнські святі символізували традиційних богів.
За легендою, в 1789 році фреска діви Марії чудом опинилася в одній з найбагатіших срібних шахт Оруро. З того часу фестиваль був присвячений їй, Діві Марії Канделярії або Діві Шахти. Головні події карнавалу проводяться біля церкви Шахти (Sanctuaria del Socavon).
Головна частина карнавалу займає три дні і три ночі, близько 50 груп проводять паради через усе місто на шляху довжиною чотири кілометри. Групи демонструють народні танці (серед них діаблада та інші), їх супроводжує кілька народних музичних гуртів. У фестивалі беруть участь близько 28 тис. танцорів та 10 тис. музикантів, паради тривають близько 20 годин. Кульмінацією фестивалю є дві театральні постанови, що нагадують середньовічні містерії. Одна з них про іспанську конкісту, а друга — про битву добра із лихом, де архангел Михаїл перемагає диявола та смертні гріхи. Ця постанова була впроваджена католицькими священиками в 1818 році.

## Ресурси Інтернету
1. ↑  Masterpieces of the Oral and Intangible Heritage of Humanity. ЮНЕСКО. Архів оригіналу за 8 травня 2008. Процитовано 27 серпня 2008.

- Carnaval de Oruro [Архівовано 13 квітня 2020 у Wayback Machine.] — Детальний опис карнавалу з фотографіями та посиланнями (ісп.)
- Oruro Carnival Bolivia contact — Детальний опис карнавалу (англ.)
- Cynthia Lecount. 1999. Carnival in Bolivia: Devils dancing for the virgin [Архівовано 14 жовтня 2008 у Wayback Machine.]. Western Folklore 58(3/4):231-252. (англ.)